# Someday My Prince Will Come
Someday My Prince Will Come – piosenka z disneyowskiego filmu animowanego Królewna Śnieżka i siedmiu krasnoludków z 1937. Autorami utworu byli Larry Morey (tekst) i Frank Churchill (muzyka), nagrany został przez Adrianę Caselotti (głos Królewny Śnieżki). Na liście „100 lat…100 piosenek” przygotowanej przez Amerykański Instytut Filmowy, utwór został sklasyfikowany na 19. pozycji wśród najlepszych filmowych piosenek wszech czasów.

## Popularność
Po utworze „When You Wish upon a Star” (1940) z filmu animowanego Pinokio, który znalazł się na miejscu 7. zestawienia, „Someday My Prince…” jest drugą najwyżej ocenioną piosenką spośród produkcji Disneya. Kolejne to „Beauty and the Beast” (1991) z Pięknej i Bestii (#62), oraz „Hakuna Matata” (1995) z Króla lwa (#99).

## Standard jazzowy
Pierwszą jazzową interpretacją utworu było wykonanie w 1943 przez czeski zespół Ghetto Swingers, grający na terenie nazistowskiego obozu koncentracyjnego Theresienstadt. Koncert grupy nazwano „Music from Frank Churchill”. Naziści jednak uznali, że tytuł to prowokacja (nazwisko zbieżne z tym ówczesnego premiera Wielkiej Brytanii, Winstona Churchilla), zatem zmieniono go na „Music from the film ’Snow White’ by Walt Disney”.
W 1957 pianista jazzowy Dave Brubeck, zainspirowany zakupioną przez jego dziecko antologią disneyowskich melodii, muzyk załączył swoją wersję piosenki na albumie Dave Digs Disney.
Późniejsze jazzowe aranżacje utworu nagrane zostały przez pianistę Billa Evansa, Milesa Davisa, gitarzystę Granta Greena, kanadyjskiego pianistę Oscara Petersona, a także wielokrotnie przez Herbiego Hancocka.
W 1993 amerykański gitarzysta Al Di Meola nagrał wersję, która znalazła się na albumie Heart of the Immigrants.

## Nagrania popowe

### Wersja Tiffany Thornton
W 2009 amerykańska aktorka i piosenkarka Tiffany Thornton nagrała wersję „Someday My Prince Will Come”, która trafiła na jej trzeci singiel. Piosenkę można było usłyszeć podczas reklam na kanale telewizyjnym Disney Channel.

#### Teledysk
Wideoklip do singla rozpoczyna się, gdy Tiffany Thornton stoi przy stawie. Zaczyna ona śpiewać i tańczyć wokół drzew.

### Wersje innych wykonawców
Źródło
- 1967 – Diana Ross & The Supremes[13]
- 1988 – Sinéad O’Connor (składanka Stay Awake)
- 1994 – Barbra Streisand
- 2002 – Anastacia (album kompilacyjny różnych wykonawców Disneymania oraz dodatkowa płyta studyjnego albumu piosenkarki Freak of Nature: Collector’s Edition)
- 2005 – Jim Brickman